# Rosa Salazar
Rosa Salazar (Washington D.C., 16 de julho de 1985) é uma atriz americana. Ela começou a carreira em Nova Iorque e se mudou para Los Angeles, Califórnia em 2009 para seguir a carreira de atriz. Ela é mais conhecida por papéis como Zoe DeHaven na série da NBC Parenthood, Nurse Maria na série de antologia da FX American Horror Story: Murder House, e a protagonista homônima do filme Alita: Battle Angel.

## Vida e Carreira
Salazar cresceu em Greenbelt (Maryland) e atualmente vive em Los Angeles. Ela tornou sério seu sonho de ser atriz depois de se mudar para Nova York quando jovem, onde trabalhou no canal de humor CollegeHumor, aparecendo em alguns episódios. Pouco depois de se mudar para Los Angeles em 2009, Salazar conseguiu um papel recorrente em duas séries de sucesso, American Horror Story: Murder House e Parenthood.
Em 2014, Rosa se juntou ao elenco da sequência de Divergente: Insurgente como Lynn e também de Maze Runner: The Scorch Trials como Brenda.
Em 2018 foi convidada para viver a andróide protagonista do filme Battle Angel - Alita, baseado em um mangá, produzido por James Cameron e dirigido por Robert Rodriguez.
Recentemente, em setembro de 2019, estreou como protagonista na série Undone no Amazon Prime Video.

## Filmografia

### Filmes
| Ano  | Título                         | Papel             | Status                              |
| ---- | ------------------------------ | ----------------- | ----------------------------------- |
| 2012 | Looper: Baldness Anxiety       |                   | Curta                               |
| 2012 | Fortunate Son                  | Elisa             | Curta                               |
| 2013 | Reino Escondido                | Roller Derby Girl | Voz                                 |
| 2013 | Plan B                         | Steph             | Curta                               |
| 2014 | Jamesy Boy                     | Crystal           |                                     |
| 2014 | Search Party                   | Pocahontas        |                                     |
| 2015 | A Série Divergente: Insurgente | Lynn              |                                     |
| 2015 | Night Owls                     | Madeline          |                                     |
| 2015 | Maze Runner: Prova de Fogo     | Brenda            |                                     |
| 2016 | Good Crazy                     | Rosa              | Curta; também diretora e roteirista |
| 2016 | Submerged                      | Amanda            |                                     |
| 2017 | CHiPs                          | Ava Perez         |                                     |
| 2018 | Maze Runner: A Cura Mortal     | Brenda            |                                     |
| 2018 | Bird Box                       | Lucy              |                                     |
| 2018 | The Kindergarten Teacher       | Becca             |                                     |
| 2019 | Alita: Anjo de Combate         | Alita             |                                     |
| 2023 | A Milhões de Quilometros       | Adela             |                                     |

### Televisão
| Ano       | Título                              | Personagem            | Episódios                                                              |
| --------- | ----------------------------------- | --------------------- | ---------------------------------------------------------------------- |
| 2010      | Old Friends                         | Passeadora de cães    | Série on-line Episódio: Cleaning Up                                    |
| 2010-2012 | CollegeHumor                        | Diversos personagens  | Série on-line 13 episódios                                             |
| 2011      | Law & Order: LA                     | Yolanda               | Episódio: Zuma Canyon                                                  |
| 2011      | American Horror Story: Murder House | Nurse Maria           | 4 episódios                                                            |
| 2011      | Little Brother                      | Odetta                | Filme televisivo                                                       |
| 2011-2012 | Parenthood                          | Zoe DeHaven           | 13 episódios                                                           |
| 2012      | Stevie TV                           | Diversos personagens  |                                                                        |
| 2012      | Car-Jumper                          | Agente Mindy          | Curta, série on-line Episódio #1.1                                     |
| 2012      | Ben and Kate                        | Molly                 | Episode: 21st Birthday                                                 |
| 2013      | Sketchy                             |                       | Série on-line Episódio: Birth Control on the Bottom                    |
| 2013      | Hello Ladies                        | Heaven                | Episódio: Pool Party                                                   |
| 2013      | Boomerang                           | Olive Chatsworth      | Filme televisivo                                                       |
| 2013      | Body of Proof                       | Ramona Delgado        | Episódio: Eye for an Eye                                               |
| 2013      | Nuclear Family                      | Rebecca               | Curta, série on-line                                                   |
| 2014      | The Pro                             | Jamie Schoonmaker     | Piloto rejeitado                                                       |
| 2015      | Wrestling Isn't Wrestling           | Garota assistindo GoT | Curta, documentário                                                    |
| 2015      | China, IL                           | Barb                  | Voz Episódio: Magical Pet                                              |
| 2015      | Hunt the Truth                      | Bostwick              | Série Podcast 6 episódios                                              |
| 2015      | Tim & Eric's Bedtime Stories        | Lucy                  | Episódio: Tornado"                                                     |
| 2016      | Man Seeking Woman                   | Rosa                  | 6 episódios                                                            |
| 2016      | Comedy Bang! Bang!                  | Camper                | Episódio: Gillian Jacobs Wears a Gray Checkered Suit and a Red Bow Tie |
| 2019      | Undone                              | Alma Winograd-Diaz    | Série on-line 8 episódios                                              |

### Video games
| Ano  | Título                 | Personagem                 | Notas |
| ---- | ---------------------- | -------------------------- | ----- |
| 2013 | Batman: Arkham Origins | Copperhead / Refém no trem | Voz   |